# São João de Brito (Lisboa)
São João de Brito é uma parte da cidade e antiga freguesia portuguesa do concelho de Lisboa, com 2,23 km² de área e 11 727 habitantes (2011). Densidade: 5 258,7 hab/km².
Foi uma das 12 freguesias criadas pela reforma administrativa da cidade de Lisboa, de 7 de fevereiro de 1959.
Como consequência de nova reorganização administrativa, oficializada a 8 de novembro de 2012 e que entrou em vigor após as eleições autárquicas de 2013, foi determinada a extinção da freguesia, passando a quase totalidade do seu território a integrar uma versão muito alargada da freguesia de Alvalade, com apenas uma estreita faixa de território fronteira ao Parque da Bela Vista a transitar para a vizinha freguesia de Marvila.

## População
★ Freguesia criada pelo decreto-lei nº 42.142, de 07/02/1959
| 1960   | 1970   | 1981   | 1991   | 2001   | 2011   |
| 20 073 | 23 306 | 20 728 | 17 143 | 13 449 | 11 727 |

 Grupos etários em 2001 e 2011			

|     | 0-14 anos    | 15-24 anos   | 25-64 anos   | 65 e + anos  |
| Hab | 1199 \| 1324 | 1362 \| 1058 | 6389 \| 5680 | 4499 \| 3665 |
| Var | +10%         | -22%         | -11%         | -19%         |

## Património e edificações
- Igreja de São João de Brito
- Hospital Júlio de Matos
- Laboratório Nacional de Engenharia Civil
- Parque de Jogos 1º de Maio
- Estátua de Santo António
- Escola Secundária Rainha Dona Leonor
- Escola Secundária Padre António Vieira
- Escola Eugénio dos Santos
- Biblioteca Manuel Chaves Caminha
- Antigo Cinema Alvalade

## Arruamentos

### São João de Brito
A freguesia de São João de Brito continha 69 arruamentos. Eram eles:
| - Avenida Almirante Gago Coutinho - Avenida da Igreja - Avenida de Roma - Avenida do Brasil - Avenida do Rio de Janeiro - Avenida Dom Rodrigo da Cunha - Avenida dos Estados Unidos da América - Avenida José Régio - Avenida Marechal António de Spínola - Avenida Marechal Craveiro Lopes - Avenida Marechal Gomes da Costa - Avenida Santa Joana Princesa - Azinhaga da Fonte do Louro - Estrada da Portela - Largo do Pote de Água - Largo Frei Heitor Pinto - Largo Frei Luís de Sousa - Largo João Vaz - Largo Ribeiro Cristino - Praça de Alvalade - Praça do Aeroporto - Rua Acácio de Paiva - Rua Alberto Osório de Castro | - Rua Alexandre Rey Colaço - Rua Alferes Malheiro - Rua António Ramalho - Rua Aprígio Mafra - Rua Carlos de Seixas - Rua Carlos Lobo d'Ávila - Rua Carlos Malheiro Dias - Rua Carlos Mayer - Rua Cipriano Martins - Rua Conde de Arnoso - Rua Conde de Ficalho - Rua Constantino Fernandes - Rua Coronel Marques Leitão - Rua das Murtas - Rua de São João de Brito - Rua do Centro Cultural - Rua Dom Alberto Bramão - Rua Dom Pedro de Cristo - Rua Domingos Bomtempo - Rua Duarte Lobo - Rua Eduardo de Noronha - Rua Engenheiro Manuel Rocha - Rua Epifânio Dias | - Rua Eugénio de Castro Rodrigues - Rua Filipe Magalhães - Rua Francisco Franco - Rua Francisco Lourenço da Fonseca - Rua Frei Manuel Cardoso - Rua Guilherme de Faria - Rua João de Deus Ramos - Rua João Saraiva - Rua Jorge Colaço - Rua José d'Esaguy - Rua José Duro - Rua Lopes de Mendonça - Rua Luís Augusto Palmeirim - Rua Maria Amália Vaz de Carvalho - Rua Marquês de Soveral - Rua Marquesa de Alorna - Rua Professor Veiga Beirão - Rua Raúl Brandão - Rua Reinaldo Ferreira - Rua Ricardo Jorge - Rua Silva e Albuquerque - Rua Viana da Mota - Travessa do Pote de Água |